# Athlon XP
L'Athlon XP è un processore costruito da AMD nel 2001 per sostituire il predecessore Athlon Classic e cercare di riprendere la vetta del mercato. Il suffisso "XP" ufficialmente significa eXtreme Performance, ma probabilmente indicava soprattutto il voler apparire particolarmente indicato per il sistema operativo Microsoft "Windows XP", allora prossimo all'uscita.
In termini di prestazioni, l'Athlon core Thunderbird aveva facilmente oscurato il rivale Pentium III, e i primi Pentium 4, molto in ritardo sulla tabella di marcia, erano appena usciti ed avevano prestazioni molto deludenti. Ad aprile 2001 oramai la situazione era cambiata, il P4 1.7 GHz diede avviso che l'Athlon Thunderbird non avrebbe potuto mantenere la leadership delle prestazioni per molto, e i problemi di calore e di consumo del design del Thunderbird indicavano che non era possibile portarlo oltre i 1400 MHz, infatti anche a quella velocità scaldava comunque troppo.

## Palomino

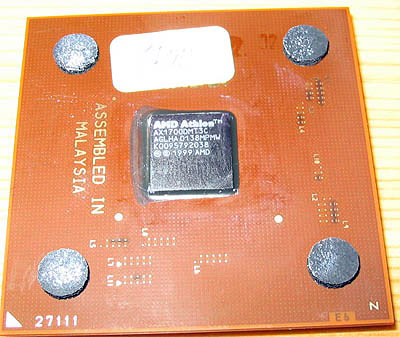
Athlon XP 1700+ Palomino

Il "Palomino" fu inizialmente commercializzato solo in versione portatile, chiamata Mobile Athlon 4 (core Corvette), perché il minore consumo energetico lo rendeva un buon processore per questo utilizzo a basse frequenze. Il nome deriva dal fatto che questo era il quarto processore AMD ad essere chiamato Athlon (dopo il K7 originale, il K75, e il Thunderbird), ma molti notarono che il nome era piuttosto un riferimento all'allora nuovo Pentium 4. L'Athlon XP fu presentato il 9 ottobre 2001. Questa versione fu inizialmente venduta a velocità comprese tra i 1333 e 1533 MHz. Il maggior cambiamento rispetto all'Athlon Classic fu l'introduzione delle istruzioni SSE,  che ricevettero un supporto decisamente superiore alla controparte 3DNow! Professional della stessa AMD, la cui compatibilità fu comunque mantenuta. Questo permise all'Athlon XP di guadagnare il 18% nel test SYSmark con la suite Internet Content Creation, che sfrutta molto le doti dell'unità a virgola mobile. Per abilitare le istruzioni con codice SSE fu necessaria una patch non ufficiale, per eliminare la discriminazione effettuata da Windows Media 7, encoding integrato nel benchmark Bapco, verso CPU che non presentassero un CPUID vendor Genuine-Intel.
Fu inoltre migliorato il meccanismo di prefetch dei dati rispetto a Thunderbird. Il core Palomino è in grado di sfruttare automaticamente la larghezza di banda offerta dal FSB, che altrimenti resterebbe inutilizzata, per la predizione dei dati. Rispetto al predecessore pertanto le prestazioni dipendevano in misura maggiore dalla velocità del FSB e delle memorie.
Il terzo miglioramento offerto è un insieme di tre miglioramenti al TLB della CPU:
1. La L1 TLB data viene incrementata da 32 a 40 voci. Questo incremento permette una maggior percentuale di successo (probabilità di trovare ciò di cui ha bisogno la cpu nel TLB) nella cache dati L1.
2. Sia la cache istruzione L2, sia quella dati L2, utilizzano un'architettura esclusiva. Ciò significa che i dati contenuti nella cache L1 non vengono duplicati in quella L2, ciò permette di salvare nelle cache un contenuto informativo più ampio. La contropartita è un aumento della latenza, in questo caso non particolarmente limitante, infatti l'Athlon XP dispone di una grande cache L1 e di una cache L2 solamente doppia.
3. Le voci TLB possono essere ricavate speculativamente.

Al debutto, inoltre, l'Athlon XP disponeva di un package differente rispetto all'Athlon 4 e all'Athlon MP, basati sempre sul core Palomino. Più specificamente l'athlon XP mise in mostra il primo package a base organica di AMD. Prima di allora la casa americana aveva adottato package a base ceramica.
Fu introdotto un diodo termico, che permetteva di misurare la temperatura della CPU con una precisione decisamente maggiore di quella offerta dai sensori della motherboard, proteggendo il core da eventuali fenomeni termici.
Le migliorie di cui sopra unite ad altre minori consentirono all'Athlon xp di offrire rispetto all'Athlon basato su core Thunderbird un incremento medio delle prestazioni del 10% alla stessa frequenza di clock insieme alla riduzione del consumo elettrico e quindi delle temperature a cui operava la CPU. Ad esempio alla frequenza di 1400 MHz il TDP passò dai 72,1 W dell'Athlon Classic a 62,8 W dell'Athlon XP, per una riduzione dei consumi al massimo carico pari al 14,8%. Quest'ultima mossa, insieme al package a base organica, permise ad AMD di aumentare considerevolmente il limite massimo di clock a cui poteva spingere un proprio processore. Infatti, con lo stesso TDP da 72 W il core "Palomino" raggiunse i 1733 MHz (2100+), ovvero un aumento della frequenza del 23% dai 1400 MHz dell'Athlon Classic.
L'Athlon XP fu commercializzato con un sistema di PR rating, che fu concepito, almeno inizialmente, per comparare le prestazioni dell'Athlon XP con il suo predecessore. Le prestazioni dell'Athlon XP 1800+ al debutto era nell'ordine del 10% superiori a quelle di un Pentium4 da 2 GHz, top di gamma Intel all'epoca, anche per via della mancanza di software in grado di sfruttare le potenti istruzioni SSE2 integrate nella cpu della casa di Santa Clara. Molti esperti del settore, tra cui Anand Lal Shimp, criticarono i model number scelti da AMD:  erano fuorvianti per gli acquirenti in quanto non rendevano giustizia alle prestazioni delle cpu considerate all'unisono le più elevate del settore e difficilmente gestibili nel lungo periodo, pur riconoscendo il fatto che nei primi anni del 2000 il mito dei MHz era un ostacolo per la diffusione di processori con architetture con un alto IPC, come il k7 di AMD, difficilmente superabile.
Con l'avvento di nuove CPU Pentium 4, basate su core Northwood, l'athlon XP con core Palomino, faticò a competere sul piano dei consumi per via di un processo produttivo meno evoluto rispetto a quello Intel, che era appena passata con il suo prodotto di punta ai 130 nm, con vantaggi che furono subito visibili con le CPU Pentium III Tualatin con cui questo processo fu testato.

### Thoroughbred (T-Bred)

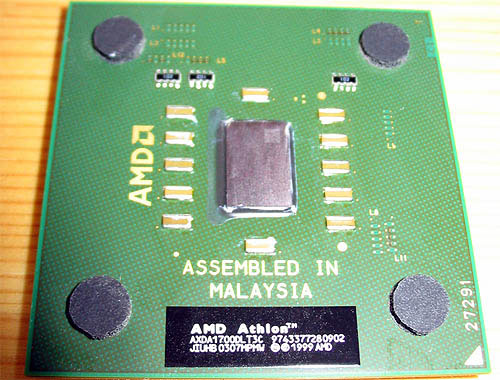
Athlon XP 1700+ Thoroughbred

La quarta generazione di Athlon, il core Thoroughbred, fu messo in commercio il 10 giugno 2002 ad una velocità di 1.8 GHz o anche 2200+ secondo il sistema del PR rating. Due nuovi Athlon XP, il 2400+ (2000 MHz) e il 2600+ (2083 MHz o 2133 MHz a seconda della velocità 133/166 MHz del Front Side Bus) furono annunciati il 21 agosto ed immessi sul mercato; furono annunciate anche le versioni 2700+ e 2800+ del core Thoroughbred ma furono diffuse in quantità insignificanti per problemi di produzione e per l'avvento del nuovo core Barton.
Il design del "Thoroughbred" non differiva in alcun modo dal suo predecessore, eccezion fatta per il processo produttivo a 0.13 micron differente del Palomino costruito a 0.18 micron. AMD subito dopo il lancio del prodotto cominciò ad avere problemi di smaltimento di calore della prima versione di questo core chiamata "Thoroughbred A", che furono risolti con il pronto rilascio della versione "B", chi overcloccava comunque preferiva ancora il Palomino che, nonostante il processo produttivo a 180 nanometri che in teoria doveva far scaldare molto di più la CPU, garantiva maggiori margini di aumento della velocità. Il Thoroughbred "B" risolse questo problema aggiungendo un substrato di rame nel processore che eliminava le interferenze e riuscì in questo modo a garantire l'aumento della velocità di clock dei processori e quindi il definitivo abbandono del Palomino oramai sorpassato. AMD poté così, dopo un periodo di alti e bassi, tornare alla carica nel mondo delle CPU con un buon prodotto. Il primo di questi processori revisionati fu il 2600+ e più tardi, per eliminare uno dei colli di bottiglia di questo processore, AMD alzò l'FSB di tutta linea di prodotti da 133 MHz (FSB 266) a 166 MHz (FSB 333). AMD nonostante il successo del 2600+ step B non riuscì mai a garantire una buona produzione di processori 2700+ e 2800+ in grandi quantità e, all'epoca, era quasi impossibile procurarseli. Il moltiplicatore sbloccato dell'Athlon XP Thoroughbred B (fino alla 39 settimana del 2003) garantiva anche la possibilità di un underclock. Con questo processore si è potuto arrivare a FSB 100 moltiplicatore 5 (500 MHz) e tensione di alimentazione 1,15 V per un consumo approssimativo di 10 Watt.

### Barton e Thorton

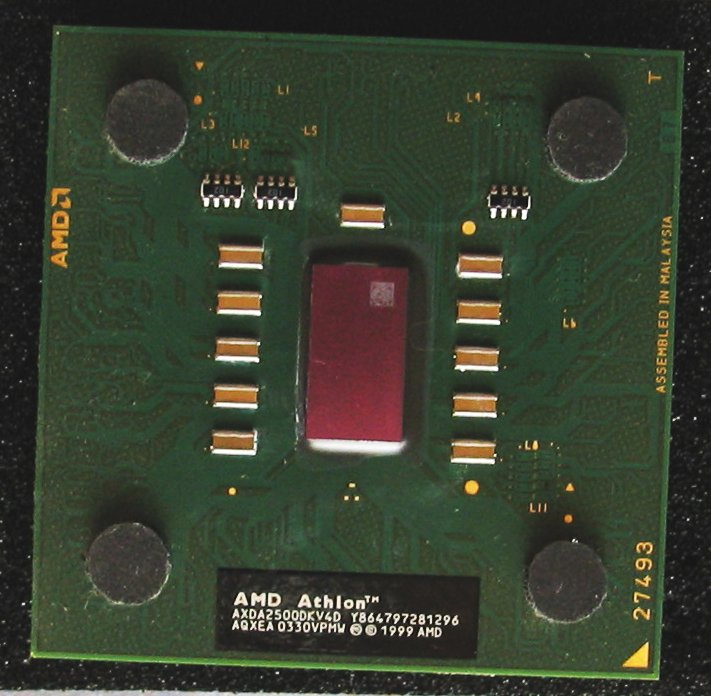
Athlon XP 2500+ Barton

A metà 2002 AMD doveva ancora diffondere i modelli 2700+ e 2800+ in quantità sul mercato (Il 2600+ doveva scontrarsi con il superiore Pentium 4 2,8 GHz).
Per far fronte ai problemi di disponibilità degli Athlon 2700+ e 2800+, figlia dell'elevata frequenza di clock richiesta, basti pensare che i 2250 MHz dell'athlon XP 2800+ furono raggiunti e superati dopo un periodo lungo 14 mesi con l'introduzione dell'athlon xp 3200+ con FSB333, AMD tentò di aumentare le prestazioni incrementando l'IPC.
A questo scopo fu introdotta la quinta generazione di questo processore, il core Barton, presentato all'inizio del 2003 con PR ratings di 2500+, 2800+, 3000+. Nonostante non fosse più veloce del processore Thoroughbred in termini di megahertz, si guadagnò il maggiore PR rating a parità di velocità includendo 256KB in più di cache L2 a piena velocità integrata sul chip, ed un FSB più rapido.
A metà febbraio 2003, AMD annunciò che l'Athlon XP 3000+ sarebbe arrivato in quantità sul mercato nel mese successivo. In attesa di una replica da parte della Intel, il 3000+ reclamava, secondo AMD, il titolo di "processore x86 più veloce al mondo".
Il modello 3200+ caratterizzato da una frequenza di 2200 MHz e l'unico Athlon XP ad avere il FSB a 400 MHz fu presentato nell'Aprile dello stesso anno.
Il core Thorton fu una variante del Barton con metà della L2 cache disabilitata; questo lo rende funzionalmente identico al Thoroughbred B e fu creato da AMD per avere un processore dai costi minori da contrapporre alla concorrenza, infatti molte delle cache disabilitate in realtà erano vere e proprie cache mal funzionanti, così si potevano smaltire le CPU malfunzionanti e, naturalmente, guadagnare nella rendita di tutta la linea. In alcuni Thorton la cache disabilitata poteva essere integra e quindi riattivata con modifiche al bridge. 
Le criticità del PR rating vennero a galla:
1. Gli Athlon Xp con iI core Barton a parità di model number erano mediamente più lenti di quelli con i core Thoroughbred/Thorton.
2. Sebbene un athlon xp 2800+ offrisse prestazioni mediamente superiori a quelle di un Pentium 4 a 2,8, l'introduzione nella cpu di Intel di un bus Quad Pumped a 800 MHz e della tecnologia Hyper Threading, permise all'architettura netbust di aumentare le prestazioni alla stessa frequenza di clock. Nelle applicazioni multi-thread i pentium 4 HT erano di gran lunga i più veloci.

Inoltre, l'aggiunta di ulteriore cache L2 era quasi inutile, in quanto le grandi dimensioni della cache L1, unite all'architettura a corte pipeline e alla cache esclusiva, la lasciavano pressoché inutilizzata.
All'epoca sollevarono molte controversie i benchmark usati per determinare le prestazioni. In particolare, alcuni del settore, denunciarono alcuni test deviati sensibilmente in favore di Intel ed in particolare fu accusato il test BAPCo, progettato dagli stessi ingegneri di Intel. Oltre a questo c'è da dire però che è molto difficile sostenere quale sia in assoluto il processore più veloce; infatti se le differenze non sono molto marcate si ha spesso una vittoria di uno in certi campi specifici e dell'altro in altri campi. Inoltre nelle recensioni tendenzialmente a favore delle CPU Intel, venivano usate le costosissime memorie Rambus PC1066 (ai tempi le DDR533 non erano ancora uscite.)

## Modelli

### Palomino
- L1-Cache: 64 + 64 kB (Dati + Istruzioni)
- L2-Cache 256 kB interna al processore
- MMX, 3DNow! Professional, SSE
- Socket A, EV6 a 133 MHz Front Side Bus (FSB266)
- Tensione (VCore): 1,75V
- Data rilascio: 9 ottobre 2001
- Processo produttivo: 0,18 µm
- Dati sul Die del processore: 129,26 mm² e 37,5 Milioni di Transistor
- Velocità: 1333 - 1733 MHz
  - 1500+: 1.333 MHz 9 ottobre 2001
  - 1600+: 1.400 MHz 9 ottobre 2001
  - 1700+: 1.466 MHz 9 ottobre 2001
  - 1800+: 1.533 MHz 9 ottobre 2001
  - 1900+: 1.600 MHz 5 novembre 2001
  - 2000+: 1.667 MHz 7 gennaio 2002
  - 2100+: 1.733 MHz 13 marzo 2002

### Thoroughbred A/B
- La variante B differisce con l'originale solo per l'aggiunta di un substrato di metallo che previene le interferenze
- L1-Cache: 64 + 64 kB (Dati + Istruzioni)
- L2-Cache: 256 kB interna al processore
- MMX, 3DNow! Professional, SSE
- Socket A, EV6 a 133 e 166 Front Side Bus (FSB266 e FSB333)
- Tensione (VCore): 1,50V - 1,65V
- Data rilascio: giugno 2002 per la versione A e agosto 2002 per la revisione B
- Processo produttivo: 0,13 µm
- Dati sul Die del processore: 80,89 mm², 84,66 mm² e 86,97 mm² nelle varie revisioni con 37,2 Milioni di Transistor
- Velocità: 1.467 - 1.800 MHz (versione A), 1.400 - 2250 (revisione B)
  - FSB 266:
    - 1600+: 1.400 MHz (1,6 V) A: giugno 2002 - B: marzo 2003
    - 1700+: 1.466 MHz (A: 1,5V - B: 1,5V e 1,6V) A: giugno 2002 - B: dicembre 2002
    - 1800+: 1.533 MHz (A: 1,5V - B: 1,5V e 1,6V) A: giugno 2002 - B: dicembre 2002
    - 1900+: 1.600 MHz (A: 1,5V - B: 1,5V e 1,6V) A: giugno 2002 - B: dicembre 2002
    - 2000+: 1.667 MHz (A: 1,6V o 1,65V - B: 1,6V) A: giugno 2002 - B: agosto 2002
    - 2100+: 1.733 MHz (A e B: 1,6 V) A: giugno 2002 - B: dicembre 2002
    - 2200+: 1.800 MHz (A: 1,65V - B: 1,6V) A: giugno 2002 - B: agosto 2002
    - 2400+: 2.000 MHz (B:1,65 V) agosto 2002
    - 2600+: 2.133 MHz (B:1,65 V) agosto 2002

  - FSB 333:
    - 2600+: 2.083 MHz (B:1,65 V) novembre 2002
    - 2700+: 2.167 MHz (B:1,65 V) ottobre 2002
    - 2800+: 2.250 MHz (B:1,65 V) ottobre 2002

### Thorton
Barton con metà cache L2 disattivata
- L1-Cache: 64 + 64 kB (Dati + Istruzioni)
- L2-Cache: 256 kB interna al processore
- MMX, 3DNow! Professional, SSE
- Socket A, EV6 133, 166 e 200 MHz Front Side Bus (FSB 266, 333 e 400)
- Tensione (VCore): 1,60V
- Data rilascio: maggio 2003
- Processo produttivo: 0,13 µm
- Dati sul Die del processore: 100,99 mm² e 54,3 Milioni di Transistor
- Velocità: 1667 - 2200 MHz
  - FSB 266:
    - 2000+: 1.667 MHz maggio 2003
    - 2200+: 1.800 MHz maggio 2003
    - 2400+: 2.000 MHz maggio 2003

  - FSB 333:
    - 2600+: 2.083 MHz maggio 2003

  - FSB 400:
    - 3100+: 2.200 MHz ottobre 2004

### Barton
- L1-Cache: 64 + 64 kB (Dati + Istruzioni)
- L2-Cache: 512 kB interna al processore
- MMX, 3DNow! Professional, SSE
- Socket A, EV6 a 166 e 200 MHz Front Side Bus (FSB333 e FSB400)
- Tensione (VCore): 1,65V
- Temp. max: 90 °C
- Data rilascio: 10 febbraio 2003
- Processo produttivo: 0,13 µm
- Dati sul Die del processore: 100,99 mm² e 54,3 Milioni di Transistor
- Velocità: 1833 - 2333 MHz
  - FSB 333:
    - 2500+: 1.833 MHz febbraio 2003
    - 2600+: 1.917 MHz giugno 2003
    - 2800+: 2.083 MHz febbraio 2003
    - 3000+: 2.167 MHz febbraio 2003
    - 3200+: 2.333 MHz novembre 2003

  - FSB 400:
    - 2900+: 2.000 MHz agosto 2004
    - 3000+: 2.100 MHz aprile 2003
    - 3200+: 2.200 MHz maggio 2003